# Brico Dépôt
 (novembre 2012).
Brico Dépôt est une enseigne de magasins de bricolage et d'amélioration de la maison présente majoritairement en France, mais également en Espagne, au Portugal et en Roumanie. En 2022, l'enseigne compte 123 points de vente et emploie 8 124 salariés,.
Brico Dépôt est une filiale de Kingfisher qui compte également, en France, l’enseigne Castorama.

## Historique
Le premier Brico Dépôt est ouvert le 6 octobre 1993 à Reims par Philippe Bon, Patrick Langlade, Bernard Zwiebel et Gérard Stuppy,, en remplacement d’un magasin Castorama. Pour Jean-Hugues Loyez et les autres créateurs du concept du magasin, l’idée initiale était d’en faire un magasin de dé-stockage afin d’écouler les invendus et les fins de série.
En février 1995, Patrick Langlade, directeur régional de Castorama, est nommé à la tête de l'enseigne. Son arrivée marque le début de la croissance de la marque : en 1997, l’enseigne compte 16 dépôts. Le 50e dépôt est ouvert en 2001, et le 100e en 2010. En 2017, l'enseigne compte 121 points de vente en France, mais également 29 magasins en Espagne, 15 en Roumanie et 3 au Portugal.
En 2002, Castorama et Brico Dépôt sont repris par le groupe anglais Kingfisher.
Entre 2007 et 2009, la croissance s’essouffle et l'enseigne est en retrait par rapport au marché.
En 2009, une nouvelle équipe de direction, menée par Alain Souillard (ancien DG des hypermarchés Carrefour) reprend l’enseigne, renouvelle l'offre, rénove les dépôts et ouvre de nouveaux points de vente.
En 2017, Marc Ténart prend les rênes de Brico-Dépôt et assure la direction générale de Castorama et de Brico Dépôt. En octobre 2018, il quitte ses fonctions. Il est remplacé par Christian Mazauric.
Fin septembre 2019, Alain Rabec, ancien de Carrefour où il est resté trente ans, est nommé à la direction française du groupe Kingfisher et est donc en charge de Castorama et de Brico Dépôt.
En juin 2020, Pascal Gil, directeur d'exploitation, est nommé directeur de l'enseigne Brico Dépôt. Alain Rabec reste quant à lui à la tête de Kingfisher France[réf. nécessaire].
À partir du 27 décembre 2020, Brico Dépôt devient le fournisseur officiel du championnat de rugby français, le Top 14, jusqu'à l'issue de la saison 2022-2023.

## Identité visuelle (logo)

Logo de Brico Dépôt (de 1993 à 2021)
Logo de Brico Dépôt (depuis 2021)

## Concept

### Offre
L’offre Brico Dépôt s’adresse en priorité aux artisans et aux particuliers en proposant une gamme de matériaux de construction et de rénovation de l'habitat.
Avec environ 10 000 références, contre environ 40 000 dans les grandes surfaces de bricolage, les gammes vont à l’essentiel. L'offre est proposée en grandes quantités, notamment pour les matériaux de construction de base[réf. nécessaire].
La marque dispose d'une marque distributeur d'outillage, nommée Magnusson dont les outils sont garantis à vie[réf. nécessaire] et le design est à base d'orange et noir. Cette marque distributeur concerne les outils à main. L'enseigne dispose d'une autre marque distributeur nommée Titan. Cette dernière concerne les outils électroportatifs.
En juin 2019, Brico Dépôt lance sa marque propre GoodHome (que l'on retrouve aussi chez Castorama), un concept de produits et services destiné à simplifier l'amélioration de la maison et à relancer son activité.

### Dépôts
Les dépôts sont organisés en différents secteurs : 
- aménagement (quincaillerie, carrelage, sanitaire…) ;
- construction (matériaux, menuiserie, bois panneaux) ;
- technique (outillage, électricité, décoration…) ;
- logistique ;
- caisses.

La livraison à domicile, un drive et la location d'utilitaire sont possibles dans certains dépôts. L'enseigne propose également un service de devis en ligne et une carte de fidélité gratuite,.

## Activité, résultat, effectif
|                                        | 2016  | 2017  | 2018  | 2019  | 2020  | 2021  |
| -------------------------------------- | ----- | ----- | ----- | ----- | ----- | ----- |
| Chiffre d'affaires en millions d'euros | 2 427 | 2 418 | 2 311 | 2 323 | 2 240 | 2 310 |
| Résultat en millions d'euros           | + 110 | + 120 | + 95  | + 52  | +39   | +38   |
| Effectif moyen annuel                  | 7 543 | 7 663 | 7 790 | nc    | 4 829 | 7 950 |